# Two International Finance Centre
22°17′6,82″B 114°9′33,45″Đ / 22,28333°B 114,15°Đ
Trung tâm Two International Finance (tiếng Trung: 國際金融中心), là tòa nhà chọc trời cao thứ 2 ở Hồng Kông với 88 tầng và hoàn thành năm 2003 (xếp thứ 1 là International Commerce Centre với chiều cao 484 m). Đây là [[danh sách công trình cao nhất thế giới|tòa nhà cao thứ 7 thế giới theo chiều cao]] tính đến thời điểm năm 2008.